# Mila By Night
Mila By Night, pseudonimo di Mila Jelmini (Milano, 28 giugno 1965), è una conduttrice radiofonica italiana.
Dopo un esordio su diverse emittenti locali di Milano tra le quali, Radio Luna, Radio Montestella e Nova Radio, è stata scoperta da Claudio Cecchetto che l'ha scelta come speaker per Radio Deejay, dove ha raggiunto la notorietà nazionale conducendo tra la fine degli anni ottanta e la metà degli anni novanta la trasmissione notturna Mila by Night, diventato anche il suo nome d'arte.

## Biografia

### Gli esordi
Ha avviato la sua carriera di speaker radiofonica alla fine degli anni settanta su Radio Porta Romana, originariamente situata nel retro del negozio Dischi Mariposa a Milano. Nel 1978 è passata a Radio Milano Ticinese, conducendo nella fascia del tardo pomeriggio, per poi approdare nei primi anni ottanta a GBR International, dove ha collaborato con Daniele Sassi e Joe T Vannelli, e poi sul circuito Radio Luna, su Nova Radio e Radio Montestella.

### Radio Deejay:Mila by Night
Il successo è arrivato nel 1987, anno in cui è passata a Radio Deejay, voluta da Claudio Cecchetto; inizialmente in onda nella fascia del primo mattino, nella trasmissione che precedeva quella di Gerry Scotti, dopo poco tempo è stata collocata nella fascia notturna dell'emittente in virtù delle sue caratteristiche vocali. La sua voce calda e sensuale, infatti, venne ritenuta adatta all'orario della tarda sera (da mezzanotte alle 2) da Cecchetto, che le cucì addosso il personaggio di Mila by Night, tratto dal titolo del programma da lei condotto, nome con il quale è maggiormente conosciuta al grande pubblico e in seguito divenuto un marchio registrato.
Si trattava di un talk show radiofonico che toccava gli argomenti della "sfera dell'intimo", divenuto un cult della radiofonia dei primi anni novanta, che le ha permesso di vincere nella categoria "Voce della notte" del Gran Premio della Radio Elektra organizzato dal settimanale Noi e da Maurizio Costanzo, nel dicembre 1993.
Nel 1993, con lo pseudonimo Mila By Night, ha pubblicato un singolo di genere eurodance, Voice in the night.
In quegli anni, oltre a Mila By Night, ha realizzato anche Deejay Love Boat, un programma radiofonico per far conoscere gli ascoltatori tra loro e creare nuove coppie ideali. Personaggio di punta dell'emittente, ha partecipato in quel periodo a numerose manifestazioni pubbliche legate ad eventi (Motor Show di Bologna, Salone della Musica di Torino, SMAU, Salone del Ciclo e Motociclo di Milano).
Nel novembre 1995 Radio Deejay ha vinto il Telegatto di platino, premio indetto dal settimanale Sorrisi e Canzoni TV, per essere giunta al primo posto delle preferenze in tutte le categorie previste compresa "La voce della notte".

### Station One e Radio Italia
Ha lasciato Radio Deejay nel 1996 per passare alla syndication Italiavera, divenuta poi Station One nel corso del 1997; qui è tornata alla conduzione in fascia giornaliera, abbandonando il palinsesto notturno. L'esperienza è durata fino al 1998, quando ha collaborato con Rai Radio 2 come autrice e conduttrice del programma Domenica Tropical, trasmissione riproposta anche nell'estate del 1999.
Per Rai Radio 1 ha condotto un programma di varietà sull'Europa dal titolo Alla fine della fiera in collaborazione con la Banda Osiris e il Trio Zanzibar. Nello stesso anno nasce una collaborazione per il circuito Fantastica con una piccola produzione per il programma di novità discografiche Turn Over. Dal giugno 1999 ha collaborato con la sede regionale Rai Valle d'Aosta (Radio Due) per un nuovo programma dal titolo Voilà La Vallèe. Durante l'estate 2000 è stata ancora una volta una delle voci di Rai Radio Due, curando Weekend del cammello di Radio Due, nella fascia dalle 6:00 alle 15:00 di sabato e domenica, insieme a Mauro Casciari. Nell'estate 2001, ancora una volta su Rai Radio Due, ha condotto nella fascia quotidiana del mezzogiorno The Beatles Story, trasmissione dedicata alla popolare band The Beatles.
Sempre nell'estate 2001 è tornata alla conduzione di una trasmissione in fascia notturna con Lupi solitari, trasmissione quotidiana di RTL 102.5.
Dal luglio 2001 conduce in diretta Lupi Solitari, in onda da mezzanotte alle due (tutti i giorni eccetto il sabato) sul network RTL 102.5. Nello stesso periodo è stata autrice televisiva per il canale satellitare digitale tematico Salutebenessere Channel del gruppo Il Sole 24 Ore, ideando la rubrica Malati di Salute con la conduzione di Susanna Messaggio.
Dal settembre 2005 è una delle voci di Radio Italia, dove ha condotto per diverse stagioni la trasmissione quotidiana del mattino, dalle nove a mezzogiorno. Dal settembre 2011 ha lasciato la fascia quotidiana per approdare al weekend, sempre allo stesso orario. Interrompe la sua collaborazione con Radio Italia nel 2017.

### Dopo Radio Italia
Torna in radio dopo due anni nel novembre 2019. Questa volta è su RTL 102.5 Best (canale tematico di RTL 102.5 diffuso tramite DAB e web), il venerdì e il sabato nella fascia 21-24 (18-21 a marzo 2020).